# 弗里德堡–穆奇尼克定理
弗里德堡–穆奇尼克定理（英語：Friedberg–Muchnik Theorem）是可計算性理論中關於不可解度的定理，声称存在一对互相不可计算的递归可枚举不可解度。

## 内容
存在递归可枚举不可解度 {\displaystyle A,B} 互不可计算。

## 相关定理
- 波斯特定理
- 克莱尼–波斯特定理
- 波斯纳–罗宾逊定理
- 跳躍逆轉定理